# APIC
APIC (ang. Advanced Programmable Interrupt Controller - zaawansowany programowalny kontroler przerwań) – układ umożliwiający działanie przerwań sprzętowych w komputerowych systemach wieloprocesorowych wyprodukowany przez firmę Intel. Został zaimplementowany w układzie Intel 82093AA, który jest montowany na wszystkich wieloprocesorowych płytach głównych tej firmy.
APIC jest układem rozproszonym: I/O APIC wchodzi w skład chipsetu, local APIC znajduje się wewnątrz obudowy procesora (w przypadku, gdy procesorów jest kilka, każdy posiada "swój" local APIC). Oba komunikują się ze sobą poprzez linie ICC. Głównym zadaniem APIC jest obsługa przerwań sprzętowych. Docierające poprzez linie IRQ (Interrupt ReQuest) przerwanie jest rejestrowane przez I/O APIC, które następnie informuje o tym local APIC.